# Beans (rapper)
Robert Edward Stewart II, noto con lo pseudonimo Beans (White Plains, 3 luglio 1971), è un rapper e produttore discografico statunitense.

## Discografia parziale

### Album in studio
- 2003 - Tomorrow Right Now (Warp)
- 2004 - Shock City Maverick (Warp)
- 2006 - Only (con William Parker e Hamid Drake) (Thirsty Ear Recordings)
- 2007 - Thorns (Adored and Exploited)
- 2011 - End It All (Anticon)

### EP
- 2004 - Now Soon Someday
- 2018 - Nights Without Smiles